# Polyplax hurrianicus
Polyplax hurrianicus är en insektsart som beskrevs av Gaurav K. Mishra 1981. Polyplax hurrianicus ingår i släktet Polyplax och familjen ledlöss. Inga underarter finns listade i Catalogue of Life.